# Eastern European Summer Time
| blå     | Vesteuropæisk tid (UTC+0) Vesteuropæisk sommertid (UTC+1)       |
| lyseblå | Vesteuropæisk tid (UTC+0)                                       |
| rød     | Centraleuropæisk tid (UTC+1) Centraleuropæisk sommertid (UTC+2) |
| kaki    | Østeuropæisk tid (UTC+2) Østeuropæisk sommertid (UTC+3)         |
| gul     | Østeuropæisk tid, Kaliningradtid, (UTC+2)                       |
| grøn    | Moskva-tid (UTC+3)                                              |

Eastern European Summer Time (EEST) (Østeuropæisk sommertid) er en af betegnelserne for den sommertidsperioden i den tidszone, der er tre timer foran UTC, den koordinerede universaltid. Om vinteren er det EET, der gælder i den zone.
Siden 1996 har man i Europa været enige om at skifte til sommertid den sidste søndag i marts og skifte tilbage den sidste søndag i oktober.

## Anvendelse
- Bulgarien, fast siden 1979
- Cypern, fast siden 1979
- Estland, brugte 1981-1989 Moskva sommertid, men har siden 1989 fast brugt EEST
- Finland, fast siden 1981
- Grækenland, fast siden 1975
- Hviderusland, brugte 1981-1989 Moskva sommertid, men har siden 1991 fast brugt EEST
- Israel, fast siden 1948
- Jordan, fast siden 1985
- Letland, brugte 1981-1989 Moskva sommertid, men har siden 1989 fast brugt EEST
- Libanon, fast siden 1984
- Litauen, brugte 1981-1989 Moskva sommertid, men har siden 1989 fast brugt EEST, dog i 1998 Skabelon:Lande data CEST
- Moldova, brugte 1932-1940 og 1981-1989 Moskva sommertid, men har siden 1991 fast brugt EEST
- Rumænien, fast 1932-1940 og siden 1979
- Rusland –  Kaliningrad oblast, brugte 1981-1990 Moskva sommertid, men har siden 1989 fast brugt EEST, som standard siden marts 2011
- Syrien, fast siden 1983
- Tyrkiet, EEST i 1970-1978, 1979-1983 Moskva sommertid, men har siden 1985 fast brugt EEST
- Ukraine, brugte 1981-1989 Moskva sommertid, men har siden 1992 fast brugt EEST

Desuden blev EEST brugt i 1991 i både Moskva- og Samara-tidszonerne i Rusland.